# Phaio salmoni
Phaio salmoni är en fjärilsart som beskrevs av Druce 1883. Phaio salmoni ingår i släktet Phaio och familjen björnspinnare. Inga underarter finns listade i Catalogue of Life.